# محمد الشريمي
محمد الشريمي، لاعب كرة قدم سعودي.

## مسيرة اللاعب
مثل نادي الفرع في الفئات السنية و انتقل إلى فئة الشباب في نادي الهلال في عام 2013 و وقع مع نادي الرائد في عام 2017 و انتقل إلى نادي العين في صيف 2020 و انتقل إلى النادي العربي في عام 2022 و انتقل إلى نادي النجمة في عام 2023.

## روابط خارجية
- محمد الشريمي على موقع Soccerway.com (الإنجليزية)
- محمد الشريمي على موقع كووورة